# Agrochola krauti
Agrochola krauti là một loài bướm đêm trong họ Noctuidae.